# Tenellus
Tenellus es un género de peces actinopeterigios de agua dulce, distribuidos por ríos y lagos del norte de América del Sur.
Etimológicamente el término tenellus proviene del latín tener, que significa delicado (en diminutivo), en referencia a la delicada apariencia de las especies incluidas en este nuevo género.

## Morfología
Tenellus es diagnosticado por un solo cambio de estado de carácter: una franja longitudinal oscura distintiva en medio de cada lóbulo de la aleta caudal, que también está presente en algunos otros géneros de Doridae, de los que se diferencia por la siguiente combinación de caracteres: párpado adiposo bien desarrollado, fontanela craneal posterior grande, esfenotico con proceso lateral, proceso posterior de la epiotica conectado a través del ligamento a la placa posterior nucal, infraorbitario 1 con porción anterior relativamente pequeña, ceratohial con gran proceso anterior suturado a hypohyal en los primeros dos arcos branquiales.

## Especies
Existen cuatro especies reconocidas en este género:
- Tenellus cristinae (Sabaj Pérez, Arce H., L. M. de Sousa y Birindelli, 2014)[3]
- Tenellus leporhinus (Eigenmann, 1912)
- Tenellus ternetzi (Eigenmann, 1925)
- Tenellus trimaculatus (Boulenger, 1898)